# La Mujer Muerta
La Mujer Muerta es una alineación montañosa perteneciente a la sierra de Guadarrama (sierra del sistema Central, España), que está dentro de la provincia de Segovia (Castilla y León). Este cordal montañoso está en la zona central de la sierra de Guadarrama, unido a la alineación principal de esta sierra por el cerro Minguete (2024 m s. n. m.), una montaña ubicada en el límite de las provincias de Segovia y Madrid, en el extremo norte del valle de la Fuenfría y al oeste del puerto de la Fuenfría.

## Características
La Mujer Muerta se extiende de oeste-suroeste a este-noreste a lo largo de unos 11 km, y en su línea de cumbres hay montañas que superan los 2100 metros de altitud. El pico más alto de la sierra es La Pinareja, con 2197 metros. Existen otras cumbres como el Montón de Trigo (2161 m), Peña el Oso (2196 m), el Pico de Pasapán (2005 m) y el Cerro Carmocho (1933 m). A la mitad occidental de esta sierra se la conoce también como la Sierra del Quintanar.
La Pinareja es la cumbre que forma la cabeza de la Mujer Muerta, siguiendo la línea de cumbres llegamos al pecho, sobre el que tiene sus manos, Peña el Oso, y la tercera cumbre, que formaría los pies, sería el Pico de Pasapán.

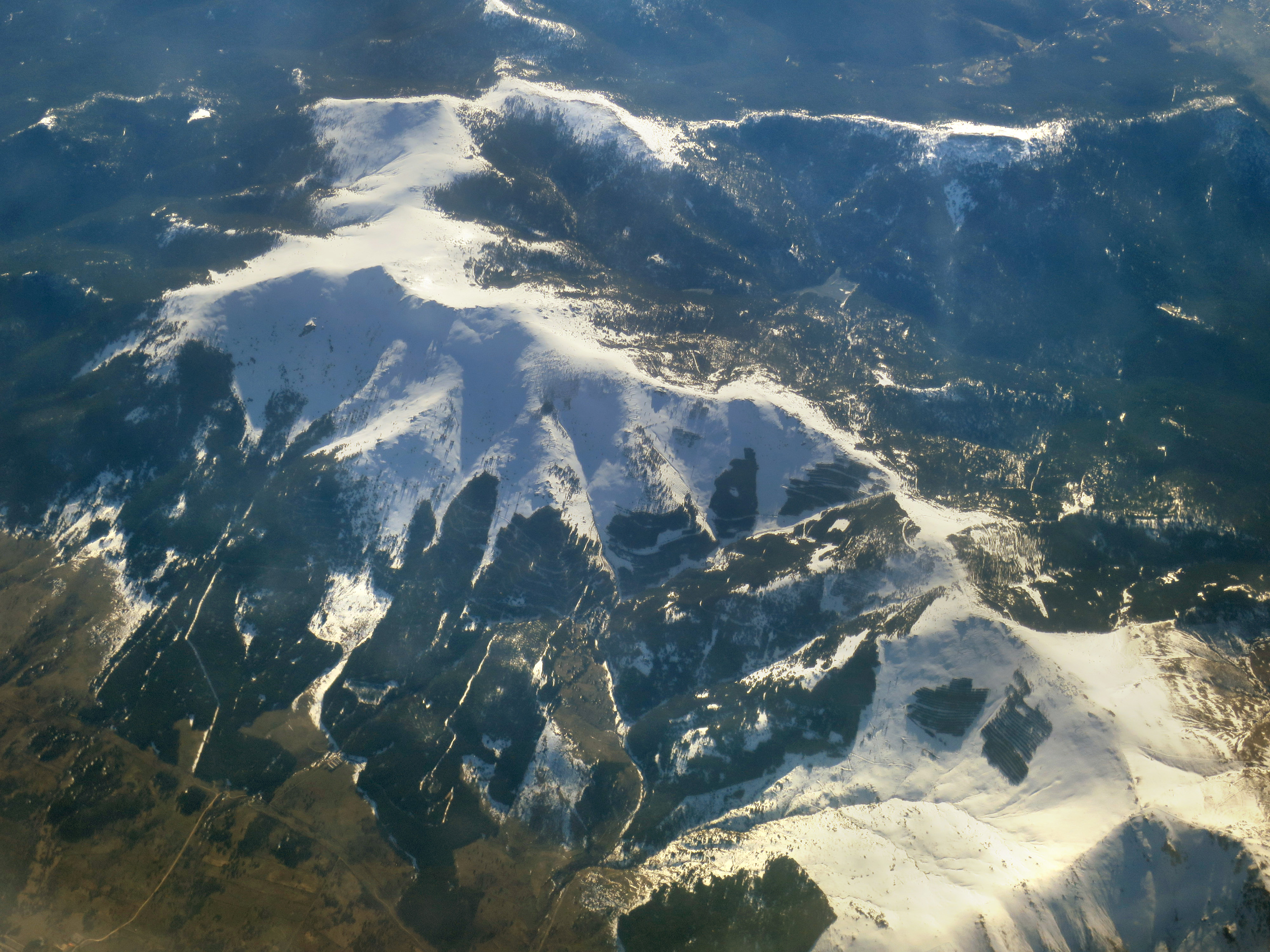
Vista aérea

En la vertiente sureste de La Mujer Muerta está el valle del río Moros, una zona cubierta por espesos bosques de pino silvestre. Este tipo de bosque también lo hay en la vertiente este de la sierra, la cual está dentro del valle de Valsaín. A una altura superior a 1900 metros, abundan los roquedales y las praderas alpinas salpicadas de matorrales bajos de alta montaña. 
Los canchales que se extienden en las laderas de estas montañas son los más extensos de la sierra de Guadarrama al superar ligeramente las 400 ha. En las dos vertientes existen estos roquedales característicos de las cumbres, sin embargo en la cara noroeste descienden hasta los 1500 metros en algunas zonas.

## Leyendas
Varias leyendas intentan explicar este nombre, La Mujer Muerta, topónimo que se da al conjunto de montes de La Pinareja, Peña el Oso y Pico de Pasapán, que formando un destacado cordal y visto desde la llanura segoviana toma la aparente forma de una mujer tumbada, dormida o muerta, cubierta por un velo y con los brazos entrecruzados. Muchas coinciden en que esas moles son el resultado de la transformación que experimentó el cuerpo de una doncella que murió del mal de amores cuando su caballero partió para la guerra, olvidando cumplir la promesa de volver junto a ella.
Según esto, la cima de La Pinareja corresponde a la frente de la mujer tumbada, la cima de Peña el Oso corresponde a las manos que tiene cruzadas sobre su vientre, el Pico de Pasapán corresponde a los pies, el pico Majada Pielera junto con el Cerro Carmocho corresponden con la parte baja de los pies.
Una leyenda con tonos pastoriles relata el amor de la bella hija de un granjero y un pastor de las cercanías. Este al creer ver en otro pastor un posible rival, ciego de ira y celos lo mató, y acabó al mismo tiempo con el objeto de sus deseos. Pocos días después, en medio de una terrible tormenta la Tierra tembló y apareció como por ensalmo esa gran mole rocosa, que recibió ese nombre.
Otra leyenda, más guerrera y menos romántica relata las luchas por la jefatura que llevaron a cabo dos hermanos, hijos del recientemente fallecido jefe de una tribu que vivía en la entonces extensa planicie. La madre de ambos, que no quería ver aquella lucha fratricida, ofreció su vida a los dioses a cambio de la paz para sus hijos y así se cumplió. Tras una gran tormenta, apareció el cuerpo de la madre en forma de gran montaña, imagen que los hijos reconocieron e inmediatamente pararon la lucha.
Por último, una tercera leyenda indica que, en tiempos remotos, dos caballeros se disputaron el amor de la misma mujer y comenzaron una lucha a muerte; la mujer, intentando separarlos, se interpuso entre ellos mientras luchaban y fue atravesada por las espadas de los dos pretendientes. Tras su muerte, durante la noche se desencadenó una terrible tormenta que modeló los montes cercanos con agua y viento para formar la figura de la mujer asesinada.

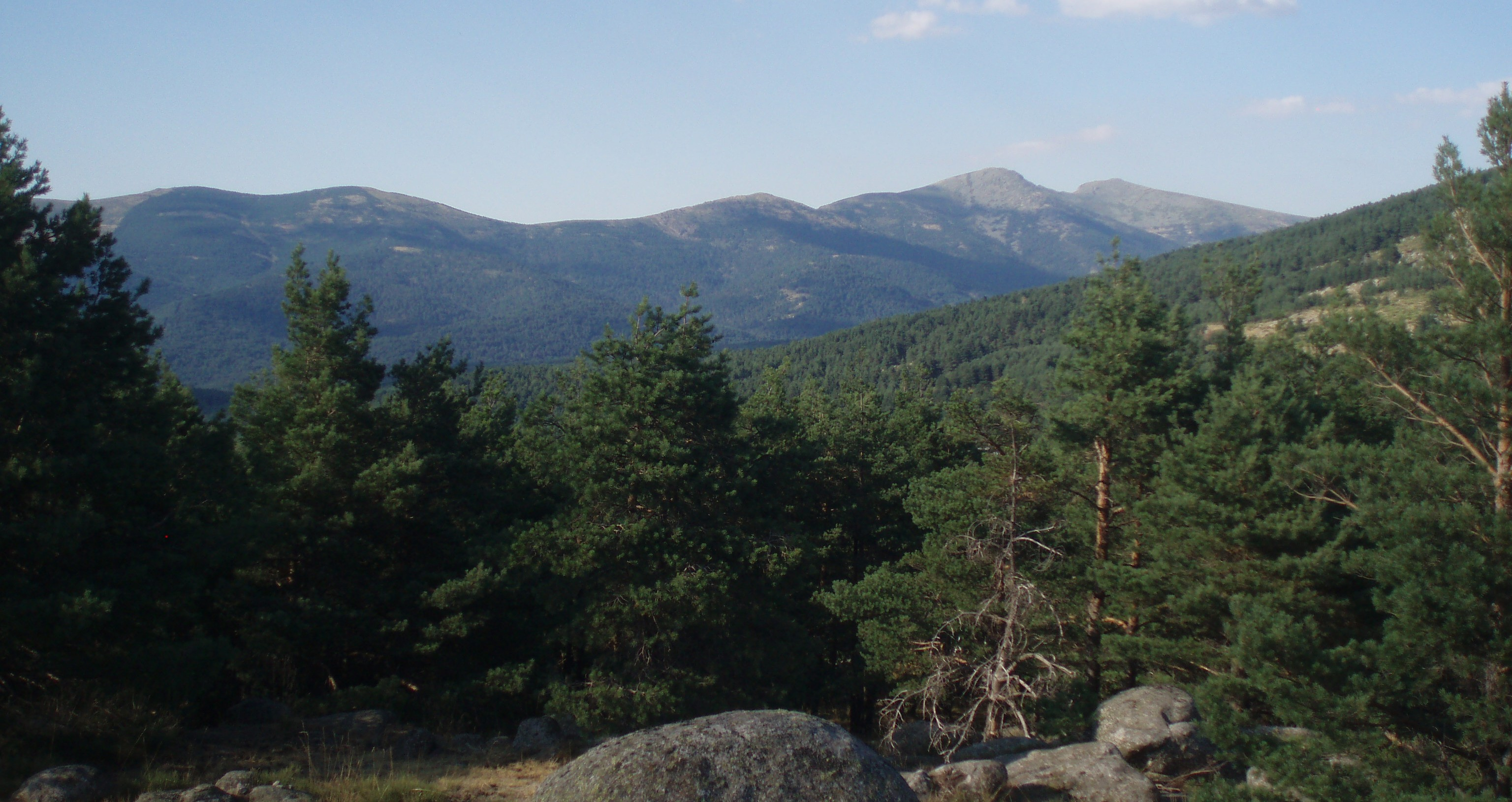
Cara sureste de la zona oriental de La Mujer Muerta con el valle del río Moros delante.
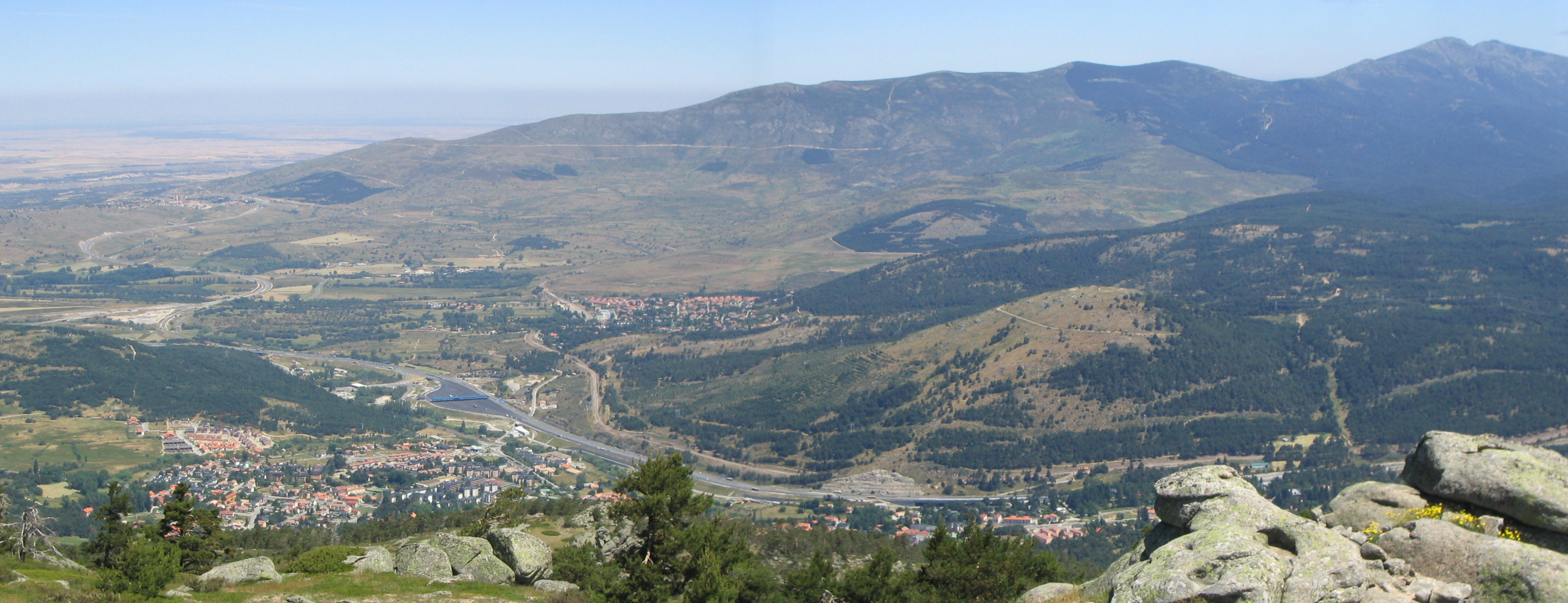
Cara sureste de la zona occidental del cordal montañoso, conocida como Sierra del Quintanar.
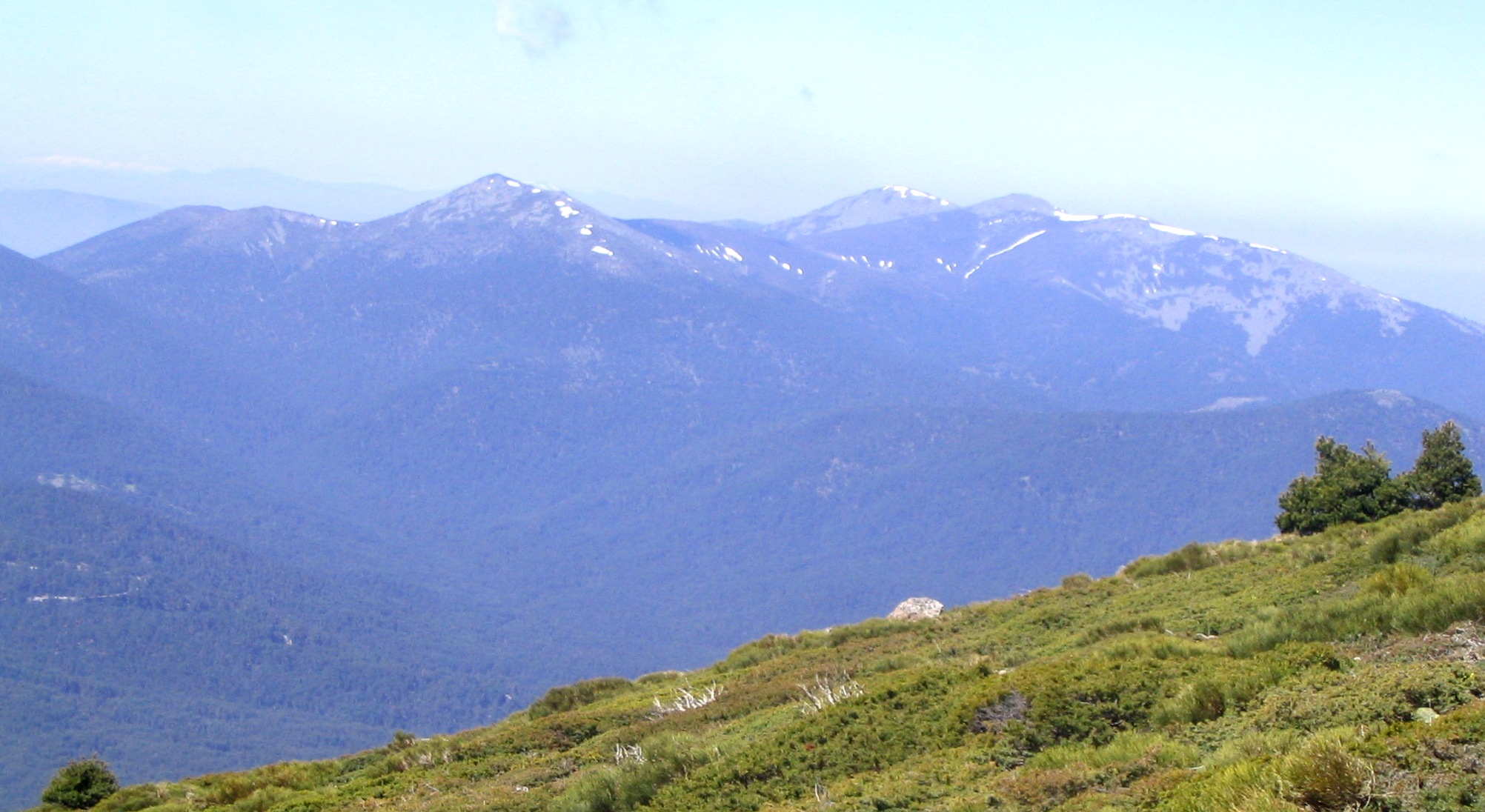
La Mujer Muerta vista desde las inmediaciones de la cumbre de Peñalara. Desde ese lugar no se aprecia la famosa silueta que da nombre a este ramal de la sierra de Guadarrama.
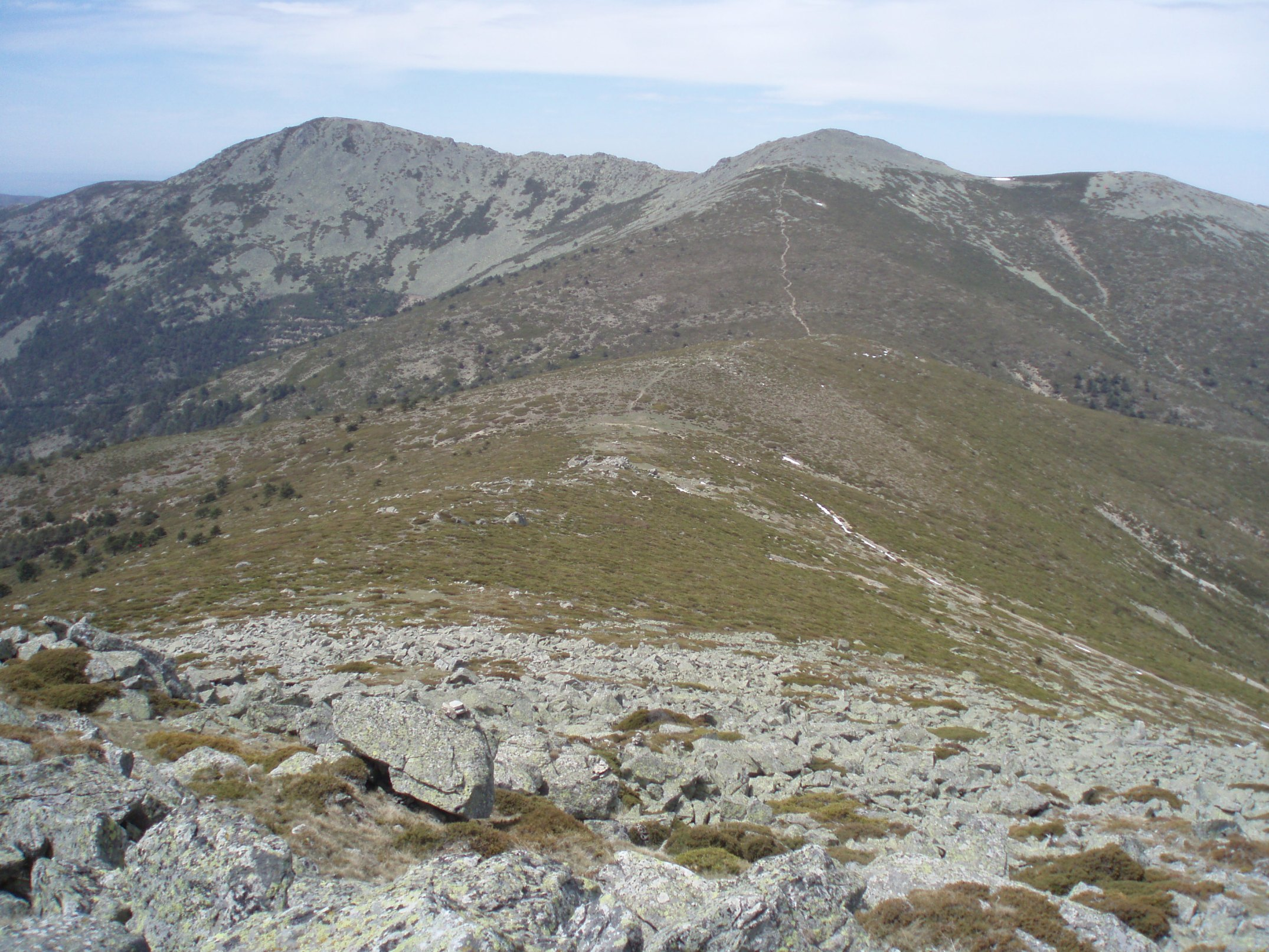
Montañas de La Mujer Muerta vistas desde la cima del Montón de Trigo.
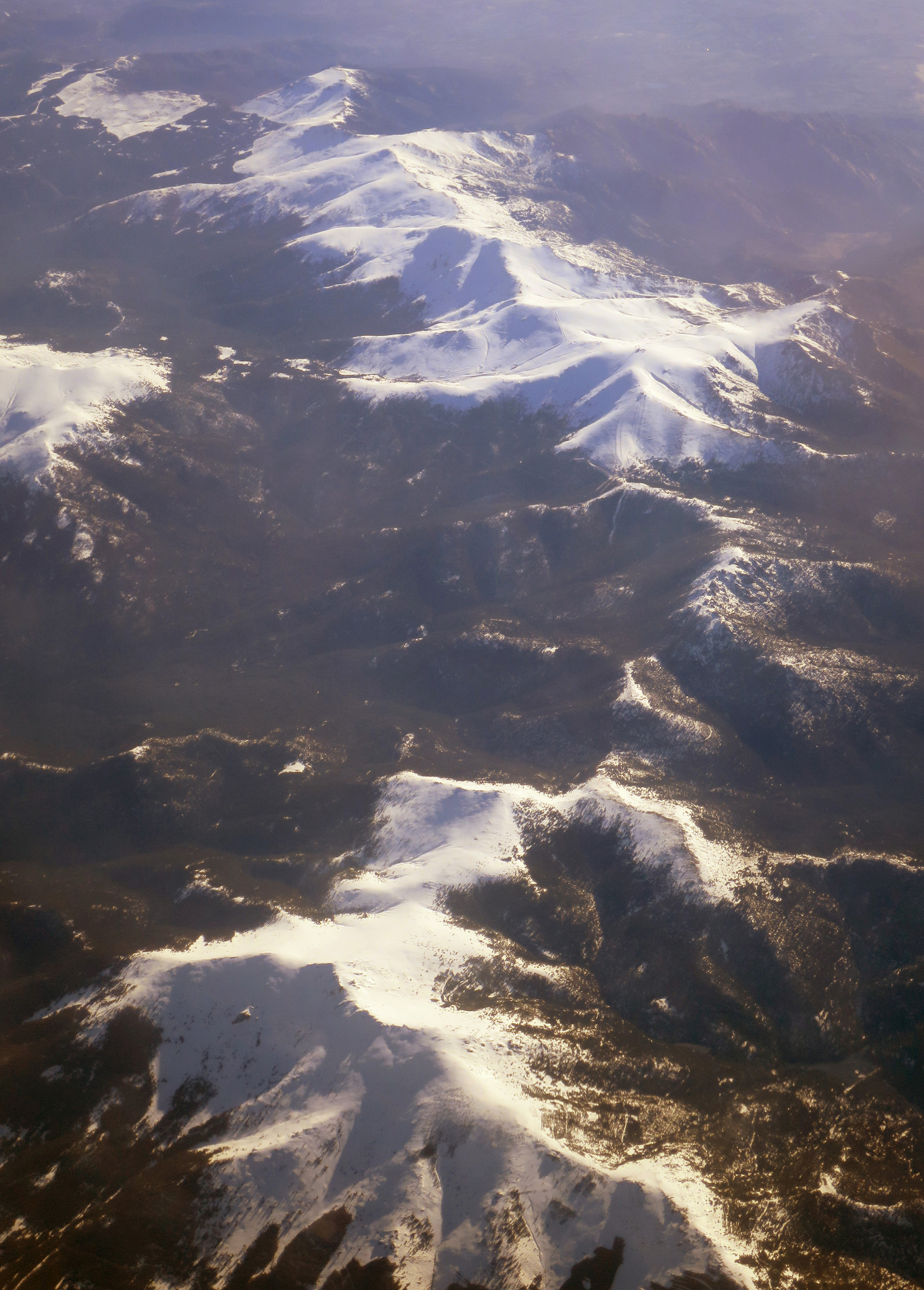
La Mujer muerta y la Cuerda Larga.